# 東池袋四丁目停留場
東池袋四丁目停留場（日语：／ Higashi-Ikebukuro-Yonchōme teiryūjō */?）是日本東京都豐島區東池袋四丁目，屬於荒川線的停留場。車站編號是SA 25。
由於此站是距離太陽城最近的停留場，因此停留場加入了副站名「太陽城前」。

## 歷史
- 1925年（大正14年）11月12日：作為王子電氣軌道（日语：王子電気軌道）大塚線開設「水久保」（みずくぼ）[1]。
- 1939年（昭和14年）4月1日：伴隨東京市電氣局池袋線護國寺前－池袋站前間開通，與王子電氣軌道線的交差地點附近開設「日出町二丁目」（ひのでちょうにちょうめ）停留場。王子電氣軌道水久保停留場移動到市電停留場附近並改稱「日出町二丁目」。[2][1]
- 1942年（昭和17年）2月1日：王子電氣軌道事業讓渡予東京市。此站成為市電池袋線與早稻田線的停留場。
- 1944年（昭和19年）：根據戰時體制，伴隨早稻田－王子站前間暫停營業，只餘下都電池袋線停靠[3]。
- 1946年（昭和21年）7月10日：伴隨早稻田－王子站前間恢復營業，早稻田線停留場復活[1]。
- 1967年（昭和42年）3月1日：改名為「東池袋四丁目」。
- 1969年（昭和44年）10月26日：都電池袋線（17系統池袋站前－護國寺前間）廢除，成為早稻田線（32系統）單獨的停留場。
- 1974年（昭和44年）10月1日：成為都電荒川線的停留場。

## 停留場構造
對向式月台2面2線地面車站。此站是被都道435號線分開成為千鳥式月台。
| 月台 | 路線                   | 方向 | 目的地                 |
| ---- | ---------------------- | ---- | ---------------------- |
| 東側 | 都電荒川線（東京櫻電） | 上行 | 學習院下、早稻田方向   |
| 西側 | 都電荒川線（東京櫻電） | 下行 | 王子站前、三之輪橋方向 |

## 停留場周邊
- 有樂町線東池袋站 - 本停留場正下方。都電視為轉乘站，但有樂町線不視為正式轉乘車站（但設有導覽指示）。
- 太陽城

## 相鄰停留場
東京都交通局
 都電荒川線（東京櫻電）
都電雜司谷（SA 26）－東池袋四丁目（SA 25）－向原（SA 24）

## 外部連結
- 東池袋四丁目停留場 （页面存档备份，存于） - 東京都交通局